# Lake Kiowa
Lake Kiowa és una concentració de població designada pel cens dels Estats Units a l'estat de Texas. Segons el cens del 2000 tenia 1.883 habitants.

## Demografia
Segons el cens del 2000, Lake Kiowa tenia 1.883 habitants, 861 habitatges, i 661 famílies. La densitat de població era de 242,3 habitants/km².
Dels 861 habitatges en un 14,4% hi vivien nens de menys de 18 anys, en un 72,7% hi vivien parelles casades, en un 2,7% dones solteres, i en un 23,2% no eren unitats familiars. En el 21% dels habitatges hi vivien persones soles el 14,2% de les quals corresponia a persones de 65 anys o més que vivien soles. El nombre mitjà de persones vivint en cada habitatge era de 2,19 i el nombre mitjà de persones que vivien en cada família era de 2,49.
Per edats la població es repartia de la següent manera: un 13,6% tenia menys de 18 anys, un 2,6% entre 18 i 24, un 14% entre 25 i 44, un 35,4% de 45 a 60 i un 34,4% 65 anys o més.
L'edat mediana era de 59 anys. Per cada 100 dones de 18 o més anys hi havia 92,3 homes.
La renda mediana per habitatge era de 55.430 $ i la renda mediana per família de 66.250 $. Els homes tenien una renda mediana de 44.531 $ mentre que les dones 27.750 $. La renda per capita de la població era de 28.354 $. Aproximadament l'1,7% de les famílies i el 5,4% de la població estaven per davall del llindar de pobresa.

## Poblacions més properes
El següent diagrama mostra les poblacions més properes.